# Hartmann Pepersack
Hartmann Pepersack (* Hildesheim; † 30. September 1385 in Lübeck) war ein Bürgermeister der Hansestadt Lübeck im 14. Jahrhundert.

## Leben
Der aus Hildesheim nach Lübeck zugewanderte Pepersack wurde 1369 in den Rat der Hansestadt Lübeck gewählt. 1373 wurde er im Rat zum Bürgermeister bestimmt. Er vertrat die Stadt auf Hansetagen und Städtetagen des Wendischen Viertels der Hanse. Pepersack war Mitglied der patrizischen Zirkelgesellschaft.
Ihm gehörte seit 1378 das Dorf Woltersdorf sowie ein halber Miteigentumsanteil an den Wechslerbuden am Lübecker Markt. 1380 und 1381 trieb er mit Graf Heinrich von Holstein größere Kupfergeschäfte.
Pepersack war verheiratet mit einer Tochter des Ratsherrn Hermann Morneweg, der Witwe des Ratsherrn Bernhard Pleskow, und bewohnte das Haus in der Johannisstraße 16 und 18.
Er wurde im Chor der Kirche des Johannisklosters bestattet. Seine Grabplatte ist in der Literatur beschrieben, aber nicht erhalten.